# Graf Metternich-Quellen
Die Graf Metternich-Quellen Karl Schöttker KG ist ein deutsches mittelständisches Unternehmen der Mineralwasser- und Getränkeindustrie aus Vinsebeck, Stadt Steinheim im Kreis Höxter, in Nordrhein-Westfalen.
Das Unternehmen ist ein regionaler Hersteller, der seine Produkte in einem Umkreis von circa 100 Kilometern in den Regionen Ostwestfalen-Lippe, Weserbergland, und südliches Niedersachsen vertreibt. Die Wässer werden ausschließlich in Mehrwegflaschen aus Glas abgefüllt und vertrieben.

## Geschichte
Das Unternehmen wurde ursprünglich 1904 durch den Vinsebecker Grundherrn Fritz Graf Wolff-Metternich gegründet, der die bis dato wirtschaftlich ungenutzten artesischen Quellen erschloss und eine erste Betriebsstätte errichtete. Die ersten kommerziellen Abfüllungen erfolgten ein Jahr später 1905.
Nach dem Tod des Grafen im Jahr 1927 übernahm dessen Neffe Reichsgraf Wolfgang Wolff-Metternich die Unternehmensleitung, zu der ebenfalls der gräfliche landwirtschaftliche Gutsbetrieb auf Schloss Vinsebeck gehörte. Metternich suchte den Betrieb auszugliedern und verpachtete ihn 1930 an den Lemgoer Spirituosenhersteller Karl Schöttker GmbH & Co. KG, vertreten durch den Inhaber Karl Schöttker. Schöttker gründete mit drei weiteren Investoren aus Lemgo eine GmbH und investierte in die betriebliche Infrastruktur; er erneuerte die Produktionstechnik und Quellenfassungen. 1939 übernahm Schöttker die alleinige Unternehmensleitung, da die Teilhaber weitere Investitionen nicht mittragen wollten und Schöttker daher ihre Anteile auszahlte. Der Verwaltungssitz war in Lemgo angesiedelt, der Brunnenbetrieb firmierte unter dem offiziellen Namen „Reichsgräflich Wolff-Metternich'sche Mineralquellen, Vinsebeck Karl Schöttker, Lemgo in Lippe“.
In den 1950er Jahren wurde in eine erste vollautomatische Abfüllanlage investiert. 1967 wurden zwischen Wolff-Metternich und der Karl Schöttker KG die Pachtverträge neu geregelt und verlängert. Im Anschluss investierte Schöttker in die Neuerrichtung des Betriebsgebäudes mit neuen Abfüllanlagen, gleichfalls verlegte Schöttker den Firmensitz von Lemgo in die damals noch eigenständige Gemeinde Vinsebeck, heute ein Stadtbezirk der Stadt Steinheim. Die GmbH wurde in eine KG umgewandelt und Karl Schöttker zog sich persönlich aus der Leitung zurück, um sich auf den Lemgoer Betrieb und den Großhandel zu konzentrieren.
1997 verstarb Sofia, die Ehefrau von Karl Schöttker. In der Folge zog sich dieser als Kommanditär aus dem Unternehmen zurück, sodass die Kapitalanteile und die Gesellschaft neu organisiert werden mussten. Andreas Schöttker trat in die Gesellschaft ein und übernahm die Anteile von Karl und Sofia Schöttker.

## Produkte
- Mineralwasser:
  - Graf Metternich (Classic, Medium, Naturell)
  - Graf Metternich Varus-Quelle (Classic, Medium, Naturell)
  - Vinsebecker (Quelle Medium, Sprudel Classic)
  - Delta (Brunnen Classic, Quelle Medium)
  - Graf Metternich Finest (Classic, Medium, Naturell)
- Graf Metternich Orange, Zitrone, ACE, Cola Mix, Cola, Apfelsaftschorle, Sport Power Drink
- Graf Metternich Wellness Holunderblüte, Aloe Vera
- Graf Metternich Leicht&Fit Orange, Zitrone, Orange-Maracuja, Grapefruit